# Garancières
Garancières és un municipi francès, situat al departament d'Yvelines i a la regió de Illa de França. L'any 2007 tenia 2.324 habitants.
Forma part del cantó d'Aubergenville, del districte de Rambouillet i de la Comunitat de comunes Cœur d'Yvelines.

## Demografia

### Població
El 2007 la població de fet de Garancières era de 2.324 persones. Hi havia 858 famílies, de les quals 154 eren unipersonals (57 homes vivint sols i 97 dones vivint soles), 294 parelles sense fills, 330 parelles amb fills i 80 famílies monoparentals amb fills.
La població ha evolucionat segons el següent gràfic:
Habitants censats

### Habitatges
El 2007 hi havia 943 habitatges, 867 eren l'habitatge principal de la família, 40 eren segones residències i 36 estaven desocupats. 801 eren cases i 95 eren apartaments. Dels 867 habitatges principals, 706 estaven ocupats pels seus propietaris, 139 estaven llogats i ocupats pels llogaters i 22 estaven cedits a títol gratuït; 24 tenien una cambra, 82 en tenien dues, 121 en tenien tres, 180 en tenien quatre i 459 en tenien cinc o més. 708 habitatges disposaven pel capbaix d'una plaça de pàrquing. A 360 habitatges hi havia un automòbil i a 456 n'hi havia dos o més.

### Piràmide de població
La piràmide de població per edats i sexe el 2009 era:
| Homes | Edats   | Dones |
| ----- | ------- | ----- |
| 0     | 95 o +  | 0     |
| 0     | 90 a 94 | 12    |
| 12    | 85 a 89 | 16    |
| 8     | 80 a 84 | 4     |
| 12    | 75 a 79 | 36    |
| 36    | 70 a 74 | 36    |
| 40    | 65 a 69 | 40    |
| 44    | 60 a 64 | 48    |
| 68    | 55 a 59 | 56    |
| 100   | 50 a 54 | 76    |
| 96    | 45 a 49 | 120   |
| 108   | 40 a 44 | 92    |
| 84    | 35 a 39 | 92    |
| 52    | 30 a 34 | 84    |
| 72    | 25 a 29 | 56    |
| 72    | 20 a 24 | 68    |
| 96    | 15 a 19 | 96    |
| 92    | 10 a 14 | 84    |
| 84    | 5 a 9   | 56    |
| 52    | 0 a 4   | 72    |

## Economia
El 2007 la població en edat de treballar era de 1.554 persones, 1.172 eren actives i 382 eren inactives. De les 1.172 persones actives 1.099 estaven ocupades (578 homes i 521 dones) i 74 estaven aturades (41 homes i 33 dones). De les 382 persones inactives 120 estaven jubilades, 151 estaven estudiant i 111 estaven classificades com a «altres inactius».

### Ingressos
El 2009 a Garancières hi havia 824 unitats fiscals que integraven 2.275 persones, la mediana anual d'ingressos fiscals per persona era de 26.344 €.

### Activitats econòmiques
Dels 122 establiments que hi havia el 2007, 1 era d'una empresa extractiva, 1 d'una empresa alimentària, 3 d'empreses de fabricació de material elèctric, 10 d'empreses de fabricació d'altres productes industrials, 25 d'empreses de construcció, 31 d'empreses de comerç i reparació d'automòbils, 8 d'empreses de transport, 6 d'empreses d'hostatgeria i restauració, 3 d'empreses d'informació i comunicació, 3 d'empreses financeres, 6 d'empreses immobiliàries, 15 d'empreses de serveis, 6 d'entitats de l'administració pública i 4 d'empreses classificades com a «altres activitats de serveis».
Dels 39 establiments de servei als particulars que hi havia el 2009, 1 era una oficina d'administració d'Hisenda pública, 1 oficina de correu, 7 tallers de reparació d'automòbils i de material agrícola, 1 autoescola, 4 paletes, 1 guixaire pintor, 2 fusteries, 9 lampisteries, 3 electricistes, 3 empreses de construcció, 1 perruqueria, 2 restaurants, 3 agències immobiliàries i 1 tintoreria.
Dels 9 establiments comercials que hi havia el 2009, 2 eren supermercats, 1 una botiga de més de 120 m², 1 una botiga de menys de 120 m², 1 una fleca, 3 botigues d'equipament de la llar i 1 una botiga de material esportiu.
L'any 2000 a Garancières hi havia 9 explotacions agrícoles que ocupaven un total de 665 hectàrees.

## Equipaments sanitaris i escolars
L'únic equipament sanitari que hi havia el 2009 era una farmàcia.
El 2009 hi havia 1 escola maternal i 1 escola elemental.

## Poblacions més properes
El següent diagrama mostra les poblacions més properes.